# Mont O'Brien
Le mont O'Brien est une montagne située à Alleyn-et-Cawood, dans la municipalité régionale de comté de Pontiac, en région Outaouais, au Québec (Canada). Elle s'élève à 392 mètres d'altitude. Le territoire entourant la montagne a été mis en réserve pour faire partie d'une réserve de biodiversité.

## Réserve de biodiversité
La réserve de biodiversité projetée du Mont-O’Brien est localisée à environ 10 km à l’est du village d'Otter Lake et à environ 50 km au sud de la communauté algonquine de Kitigan Zibi. La réserve de biodiversité projetée couvre une superficie de 24,1 km2. Elle est dans le territoire de la municipalité Alleyn-et-Cawood de la municipalité régionale de comté de Pontiac.

## Faune et flore
Des nombreux oiseaux peuvent être observés sur la réserve au printemps dont des parulines, des aigles et becs-croisés.

## Accès et randonnée
Un accès à la réserve est possible depuis la route 301. Celui-ci est géré par l'association du Mont O'Brien, qui délivre la clef d'un portail sur la route d'accès en échange d'une adhésion.
Le sentier Mary Hayden d'une longueur de quatre à cinq kilomètres se trouve sur la réserve et permet d'accéder au sommet du mont O'Brien.